# Cratere Camiri
Camiri  è un cratere sulla superficie di Marte.